# Clinonana mirabilis
Clinonana mirabilis är en insektsart som beskrevs av Spångberg 1878. Clinonana mirabilis ingår i släktet Clinonana och familjen dvärgstritar. Inga underarter finns listade i Catalogue of Life.